# Babak Zanjani
Babak Zanjani (persa: بابک زنجانی , nacido el 12 de marzo de 1974) es un magnate de los negocios y multimillonario iraní. Fue director gerente del Grupo Sorinet, con sede en los Emiratos Árabes Unidos, uno de los conglomerados comerciales más grandes de Irán. A finales de 2013 fue arrestado y acusado de retener $ 2.7 mil millones de dinero del gobierno propiedad del Ministerio de Petróleo, en sus intentos de facilitar los ingresos petroleros de Irán obstaculizados por las sanciones contra Irán. Fue declarado culpable de corrupción, condenado a muerte y actualmente está a la espera de ser ejecutado.

## Grupo Sorinet
Sorinet Group (persa: گروه شرکت‌های سورینت ) es un conglomerado empresarial iraní. La compañía es uno de los conglomerados comerciales más grandes del país. Los negocios de Sorinet incluyen cosméticos, finanzas y banca, hotelería, aviación comercial, infraestructura, material de construcción, tecnología de la información y desarrollo inmobiliario internacional. Opera en países como Irán, Emiratos Árabes Unidos, Turquía, Tayikistán, Malasia, China. También era propietario de Qeshm Airlines y Rah Ahan Sorinet FC en Irán.
En 2013, Zanjani declaró que su patrimonio neto era de $ 13.5 mil millones de dólares.

## Sanciones de la Unión Europea contra Irán
Zanjani fue nombrado en las medidas restrictivas contra Irán en diciembre de 2012 por el consejo de la Unión Europea con el argumento de ayudar a las entidades designadas a violar las disposiciones del reglamento de la UE sobre Irán y está proporcionando apoyo financiero al gobierno de Irán. Se afirmó que Zanjani era un facilitador clave para los acuerdos petroleros iraníes y la transferencia de dinero relacionado con el petróleo. Negó la acusación, declinó cualquier vínculo con el gobierno iraní y calificó la decisión de los europeos como un error.
Las sanciones de la Unión Europea contra Irán describen a Zanjani como un facilitador clave para los acuerdos petroleros iraníes y la transferencia de dinero relacionado con el petróleo y acusaron al Primer Banco Islámico con sede en Malasia de ser utilizado para canalizar pagos relacionados con el petróleo iraní. Zanjani dijo que la naturaleza compleja de las transacciones de sus empresas, que implican grandes sumas, podría haber engañado a las autoridades de la Unión Europea. Las empresas de Zanjani participaron en el contrabando de petróleo de Labuan (Irán) en la costa este de Malasia. Labuan había estado sirviendo como punto de entrega de crudo iraní.

## Presunta doble nacionalidad
En enero de 2013 un sitio web de noticias iraní, Baztab, informó que Zanjani tiene un pasaporte danés además del iraní, afirmación que luego fue denegada por Zanjani. Llamó a la copia del pasaporte falsa y dijo en una entrevista con el sitio web de noticias del Rahahan FC, su equipo de fútbol: Esta historia [la copia de mi pasaporte] está tan mal fabricada que incluso pusieron mi foto en el pasaporte sin un Empate. Sin embargo, es obligatorio atar una corbata para tomar fotografías para los pasaportes europeos, lo cual no es cierto.

## Arresto y condena
El 30 de diciembre de 2013, Zanjani fue arrestado por la policía iraní por su presunto papel en la venta de petróleo iraní oro por gas que evitó las sanciones internacionales en los esquemas de Turquía y Malasia. Fue acusado de malversación de más de 2.700 millones de euros, que involucran, entre otros, al Banco Nacional de Tayikistán. Unos días después, un portavoz del Banco Nacional de Tayikistán negó cualquier cooperación entre Zanjani y el banco y afirmó que todos los documentos presentados por Zanjani sobre sus comunicaciones bidireccionales eran falsos. Fue juzgado en un Tribunal Revolucionario Islámico. El 6 de marzo de 2016, fue declarado culpable y condenado a muerte por malversación y difundiendo la corrupción en la tierra. En diciembre de 2016, la Corte Suprema de Irán confirmó la sentencia. Sin embargo, su sentencia ha sido suspendida a la espera de la devolución del dinero malversado, después de lo cual puede recibir un perdón.